# Marcus Sandberg
Robert Marcus Sandberg, född 7 november 1990, är en svensk fotbollsmålvakt som spelar för HamKam.

## Karriär
Sandberg värvades från Rönnängs FF sommaren 2006 till IFK Göteborgs j-trupp. I december 2008 skrev han kontrakt med IFK Göteborgs a-trupp och fungerade som reservmålvakt under säsongen 2009. Efter att Kim Christensen lämnat laget under sommaren 2010 tog Sandberg över som förstemålvakt och gjorde allsvensk debut 17 juli 2010. I december 2014 förlängde han sitt kontrakt med klubben över säsongen 2015.
I november 2015 värvades Sandberg av norska Vålerenga, där han skrev på ett treårskontrakt. I augusti 2018 värvades Sandberg av Stabæk, där han skrev på ett 1,5-årskontrakt. I augusti 2019 förlängde Sandberg sitt kontrakt fram över säsongen 2022.
I januari 2023 värvades Sandberg av HamKam, där han skrev på ett tvåårskontrakt.